# Charles Lillard
Charles Marion „Red“ Lillard (* 26. Februar 1944 in Long Beach, Kalifornien; † 27. März 1997 in Victoria, British Columbia) war ein aus den Vereinigten Staaten stammender kanadischer Schriftsteller, Dichter und Historiker, der sich auf die Geschichte Südostalaskas und des pazifischen Nordwesten Nordamerikas spezialisiert hatte. Von seinen Landsleuten wurde er daher auch der „Chronist des pazifischen Nordwestens“ genannt. Darüber hinaus gewann sein Gedichtband Circling North 1989 den zu den BC Book Prizes gehörenden Dorothy Livesay Poetry Prize und seine Geschichte von Vancouver Island, Seven Shillings a Year: The History of Vancouver Island (1986), die Lieutenant-Governor's Medal for Historical Writing.

## Leben
Charles Lillard wurde 1944 in Long Beach, Kalifornien, als Sohn eines Fischer-Ehepaars geboren. Er wuchs in Ketchikan, Alaska auf und besuchte dort die Schule. Die meiste Zeit seiner Kindheit verbrachte er auf dem Fischerboot seiner Eltern. British Columbia besuchte er das erste Mal 1961 und zog es vor das Innere per Boot von Skagway bis Seattle über die „Great North River“-Route zu erkunden. Nach Reisen durch Kanada und Europa 1965, arbeitete er in verschiedenen Arbeitsstellen der Forstwirtschaft, versuchte sich als Lastkraftwagenfahrer und unterrichtete in Ocean Falls.
Danach nahm er am Programm für Kreatives Schreiben an der University of British Columbia teil, wo er auch seinen Abschluss machen konnte und 1970 den Brissenden Award erhielt. Lillards Studienkollegen waren damals Derk Wynand, P. K. Page, W. D. Valgardson, Dave Godfrey und Harold Rhenisch. Seine erste Gedichtsammlung, Cultus Coulee, veröffentlichte er 1971. Im Folgejahr erhielt er die kanadische Staatsbürgerschaft. Zu diesem Zeitpunkt wurde auch sein Theaterstück The Crossing, produziert vom Freddy Wood Theater, an der University of British Columbia uraufgeführt. 1973 gewann er den MacMillan Prize und machte seinen Master of Fine Arts. Für eine Ausgabe des Canadian Fiction Magazine fungierte er 1976 als Herausgeber. Im Folgejahr lernte er seine Lebenspartnerin und spätere Ehefrau Rhonda Batchelor kennen.
Neben seinen Gedichtbänden (Drunk on Wood, Jabble, Voice, My Shaman, Shadow Weather, Circling North und A Coastal Range) arbeitete Lillard als Co-Autor und Mitherausgeber bei vielen regionalgeschichtlichen Werken oder Sachbüchern zur Geschichte Alaskas und British Columbias. Mit Michael Gregson erarbeitete er einen Bildband über die Nachkriegsikonen British Columbias, Land of Destiny, mit Ron MacIsaac und Don Clark eine Studie über Sektenführer der 1920er Jahre, Edward Arthur Wilson, The Brother XII, mit J. Ellis eine Lokalgeschichte, Fernwood Files, und zusammen mit Robin Skelton und Rhonda Batchelor organisierte er diverse Literaturtreffen und Veröffentlichungen in Victoria. Sein Enthusiasmus für die Geschichte British Columbias und Alaskas ließ ihn außerdem einige klassische Werke als Reprint auflegen, wie beispielsweise Three’s a Crew, als Herausgeber des The Malahat Review und Mitbegründer des Reference West auftreten wie auch weiterer historischer Werke. Außerdem leitete er die Redaktion bei den letzten Ausgabe des Sound Heritage quarterly, die von der Provinzregierung herausgegeben wurde. An den Anfängen einer Bibliographischen Datenbank zur Literaturgeschichte British Columbias war er ebenfalls beteiligt.
Das letzte seiner ambitionierten Projekte war eine Studie über die Handelssprache der Chinook Wawa an der Küste British Columbias, A Voice Great Within Us. Vor der Fertigstellung verstarb er an Krebs. Posthum wurde das Werk dank Terry Glavin fertiggestellt. Bereits 1962 hatte das Summer Institute of Linguistics geschätzt, dass nur noch annähernd 100 Personen, die Chinook beherrschten, in Nordamerika leben würde und um 1990 erwartete man das Aussterben der Kreolischen Sprache (einer Mischung aus Sprachelementen der First Nations, des Englischen und Französischen) beziehungsweise Pidgin-Sprache. Lillards persönlicher Bezug zu der Sprache kam aus seiner Kindheit als Fischer und der gelegentlichen Verwendung von Chinook-Ausdrücken in seinen Gedichten, wie beispielsweise in The Rain Language.
Seinen eigentlich Nachruf schloss ABC Bookworld, für die wie auch für Times Colonist jahrelang als Kolumnist gearbeitet hatte, mit folgenden Worten: „He could be somewhat erratic in his writing, selective in his scholarship and highly opinionated in his judgements, but his enduring enthusiasm for Pacific Northwest literary culture made his presence necessary and constructive. He is missed.“ Seine Ehefrau Rhonda Batchelor setzte seine herausgeberische Tätigkeit von kleinen Gedichtbänden und Kurzgeschichten prominenter kanadischer Autoren mit Reference West bis 2000 fort.

## Rezeption
„Lillard wrote out of a strong sense of place, but his combination of regionalism and Native mythology had a link with European classicism. He was therefore not a typical bush poet who celebrated the lonely life of a man in the wilderness: his poems are neither romantic nor understated. In the last frontier of the Canadian wilderness, he found a frontier of the human spirit.“ – „Lillard schrieb mit einem starken Gefühl für den vorliegenden Ort, aber seine Kombination von Regionalismus und Eingeborenen-Mythologie besaß eine Verbindung zum europäischen Klassizismus. Dabei war er aber nicht der typische Busch-Poet, der das einsame Leben des Menschen in der Wildnis feierte: Seine Gedichte waren weder romantisch noch untertrieben. In der letzten Grenze der kanadischen Wildnis fand er eine Grenze des menschlichen Geistes.“
Charles Lillard regte seine Kollegin Marilyn Bowering bei den regelmäßigen Haunted Book Shop Gesprächen und Lesungen dazu an sich verstärkt mit den frühen Schriftstellern und Dichtern British Columbias zu beschäftigen. Daraus resultierten in Zusammenarbeit mit Lillard Interviews mit Hermia Harris Fraser, Doris Ferne und Dorothy Livesay, die von CBC/Radio-Canada und Co-Op Radio in Vancouver bereits vor Bowerings erster Buchveröffentlichung, The Liberation of Newfoundland (1973), gesendet wurden.
Sein lebenslanger Freund George Payerle widmete sein erstes größeres Werk, The Last Trip to Oregon, dem verstorbenen Freund und bezeichnete Lillard als eine Inspiration.
Lillard selbst war für seine schonungslose Kritik gegenüber von ihm weniger geschätzten Kollegen bekannt. So fiel dann auch sein Urteil über Pauline Johnsons gesammelte Gedichte, Flint and Feather, das lange Zeit Kanadas meistverkaufte Gedichtsammlung war, katastrophal aus: „(…) the majority of readers (buyers is possibly more accurate) are tourists, grandmothers buying their childhood favorites for their grandchildren, and the curious.“ Dieses Bild, dass Johnsons Gedichte zwar gekauft, aber nicht gelesen wurden, setzte sich in der öffentlichen Meinung Kanadas erstaunlicherweise langfristig durch und so galt die Mohawk-Poetin bald bei den Akademikern als verpönt.

## Werk
Lyrik
- Cultus Coulee. Sono Nis Press, Port Clements, B.C. 1971.
- Drunk on Wood. Sono Nis Press, Port Clements, B.C. 1973.
- Jabble. 1975.
- Voice, My Shaman. Sono Nis Press, Victoria, B.C. 1976.
- Poems. 1979 (zusammen mit Doug Beardsley).
- Circling North. 1988.
- Shadow Weather: Poems, Selected and New. 1996

Gedichtanthologien
- Volvox: poetry from the unofficial languages of Canada, in English translation. (zusammen mit J. Michael Yates, Ann J. West), Sono Nis Press, Port Clements, B.C. 1971.

Roman
- A Coastal Range. 1984 (nominiert für den Ethel Wilson Fiction Prize).[19]

Sachbücher
- Seven Shillings a Year. Horsdal & Schubart, Ganges, BC 1986, ISBN 978-0-920663-03-5.
- Fernwood Files. 1989 (zusammen mit J. Ellis).
- The Brother, XII, B.C. Magus: A Quest for The Brother, XII. Pulp Press 1989 (zusammen mit Ron MacIsaac, Don Clark und Michael Gregson).
- Land of Destiny. 1991 (zusammen mit Michael Gregson).
- Just East of Sundown. The Queen Charlotte Islands. Horsdale & Schubert, Victoria 1995, ISBN 978-0-920663-34-9.[20]
- A Voice Great Within Us: The Story of Chinook. New Star Books, Transmontanus, Vancouver 1998 (zusammen mit Terry Glavin) ISBN 978-0-921586-56-2.

Anthologien
- In the Wake of the War Canoe. A stirring record of forty years' successful labour, peril, and adventure amongst the savage Indian tribes of the Pacific coast, and the piratical head-hunting Haida of the Queen Charlotte Islands, British Columbia  (von W. H Collison) Sono Nis Press, Victoria, B.C. 1981.
- Dreams of Freedom: Bella Coola, Cape Scott, Sointula. Provincial Archives Aural History Program, 1982.
- Warriors of the North Pacific: Missionary Accounts of the Northwest Coast, The Skeena and Stikine Rivers, and the Klondike, 1829–1900. Sono Nis Press, Victoria, B.C. 1984, ISBN 978-0-919203-48-8.
- Nootka. Scenes and studies of savage life. Victoria, B.C., Sono Nis Press 1986. (zusammen mit Gilbert Malcolm Sproat)
- The Ghostland People. A documentary history of the Queen Charlotte Islands, 1859–1906  Sono Nis Press, Victoria, B.C. 1989, ISBN 978-1-55039-016-2.
- The Call of the Coast. 1992.

Herausgeberschaft
- Mission to Nootka, 1874–1900: The Diary of Father Augustin Brabant Gray’s Publishing, Sidney 1977.

## Auszeichnungen und Nominierungen
- 1970: Brissenden Award
- 1973: MacMillan Prize
- 1985: Shortlist: Ethel Wilson Fiction Prize für A Coastal Range.
- 1986: Lieutenant-Governor’s Medal for Historical Writing, für Seven Shillings a Year: The History of Vancouver Island
- 1989: BC Prize für Poetry, für Circling North
- 1997: Shortlist, Governor General’s Award für Shadow Weather: Poems Selected and New